# فطيرة محلاة
الفطيرة المحلاة أو كعكة المقلاة أو البَنكَيْكَة (بالإنجليزية: Pancake) هي وصفة تؤكل على الإفطار أو حتى وجبة خفيفة بين الوجبات الرئيسة. تحضّر من الطحين، السكر، البيض، الحليب، الزبدة، ذرور الخبز، الونيلية، والملح. عند التقديم، يمكن إضافة الشوكولا إليها أو الفواكه أو المربى أو شراب القيقب.
تحتوي قطعة الفطيرة المحلاة (غ تقريباً) على المعلومات الغذائية التالية:
- السعرات الحرارية: 66
- الدهون: 5
- الدهون المشبعة: 0
- الكوليسترول: 0
- الكاربوهيدرات: 5
- البروتينات: 2